# Richard Schneider (Geistlicher)
Richard Schneider (* 5. Januar 1893 in Hundheim; † 6. September 1987 in Buchen (Odenwald)) war ein deutscher katholischer Geistlicher und zeitweise im KZ Dachau inhaftiert.

## Kampf gegen den Nationalsozialismus vor dem 30. Januar 1933
Richard Schneider, Sohn eines Gastwirtes, wurde vom Ortsgeistlichen früh gefördert und mit dem Ziel des Priesterberufs auf das Knabenkonvikt Tauberbischofsheim geschickt. Am 12. Juni 1921 wurde er zum Priester für die Erzdiözese Freiburg geweiht und war seit Mai 1930 in Beuggen, Dekanat Säckingen als Pfarrer tätig. Bereits vor der Machtergreifung durch die Nationalsozialisten war er mit der NSDAP in Konflikt geraten. Öffentlich hatte er geäußert, Hitler sei so wenig rasserein wie die Hunde in Karsau. Die NSDAP bezeichnete er als Partei der Faulenzer und Bankrotteure. Zuhörer auf NS-Versammlungen konfrontierte er mit Hitlers Mein Kampf.

## Im NS-Staat
Dies trug ihm die nachhaltige Feindschaft lokaler NS-Größen ein. Bereits im Mai 1933 wurde er erstmals polizeilich verhört, weil ein Schüler wahrheitswidrig berichtet hatte, er habe im Unterricht gesagt, die Schüler sollten nicht zur „Dreck-HJ“ gehen. Weitere Denunziationen schlossen sich zunächst ohne unmittelbare Wirkung an.
Richard Schneider vereitelte durch rechtzeitige Vermögensverlagerungen mehrfach Versuche der Partei, sich des Vermögens katholischer Vereine zu bemächtigen. Dem Verbot, einen kritischen Hirtenbrief des zuständigen Erzbischofs Conrad Gröber von der Kanzel zu verlesen, kam er durch vorzeitiges Verlesen zuvor. Publizistische Angriffe der NS-Presse und NS-Redner wies er öffentlich zurück, wobei er in geeigneten Fällen die Angreifer als vorbestrafte Kriminelle entlarvte. 1939 nahm er zum Ärger der Partei im Pfarrhaus einen Regimentskameraden aus dem Ersten Weltkrieg, einen getauften Juden auf.

### Kriegszeit
Mit Ausbruch des Zweiten Weltkrieges verschlechterte sich die politische Situation der Pfarrei auch dadurch, dass teilweise einheimisches, zur NSDAP eher fern stehendes Personal, insbesondere Lehrer und an der nah gelegenen Grenze zur Schweiz tätige Grenzbeamte durch überzeugte Parteianhänger und SS-Angehörige ersetzt wurden. Das Verbot der Gestapo, mit den zum Kriegsdienst eingezogenen Angehörigen der Pfarrei brieflich Kontakt aufzunehmen, umging Richard Schneider, indem er den Soldaten Päckchen schickte.

### Verhaftung
Seine Versuche, zwei Kinder wieder für die Christenlehre zu gewinnen, führten am 7. September 1940 zu seiner Verhaftung durch die Gestapo. Ohne dass gegen ihn strafrechtliche Vorwürfe erhoben oder gar ein Strafverfahren durchgeführt worden war, wurde er im Waldshuter Gefängnis festgehalten. Ihm wurde ein am 20. Oktober 1940 von Heydrich unterzeichneter sogenannter Schutzhaftbefehl übergeben. Darin hieß es, er habe sich wiederholt gegenüber Eltern von zur SS eingezogenen Söhnen abfällig über die SS geäußert und dadurch äußerste Empörung hervorgerufen. Es sei zu erwarten, dass er auch fernerhin, besonders in der Kriegszeit, Unruhe in die Bevölkerung trage. Angesichts seiner bevorstehenden Überführung in das KZ Dachau erwog Schneider, sich durch Suizid dem zu erwartenden Leid (er hatte Wolfgang Langhoffs in der Schweiz erschienenes Buch Die Moorsoldaten. 13 Monate Konzentrationslager. Unpolitischer Tatsachenbericht gelesen) zu entziehen, unterließ dies jedoch.

### Im KZ Dachau
Am 22. November 1940 kam er in Dachau an. Vor Ort schlugen SS-Männer wahllos auf die Gefangenen ein und versetzten ihnen Fußtritte. Schneider erhielt die Häftlingsnummer 21.613. Diese Behandlung wie auch die völlige Entkleidung, Entfernen jeglicher Körperbehaarung und Abduschen mit kaltem Wasser – gerichtet auch auf die Genitalien, was bei älteren Gefangenen schon fast den Tod herbeiführen konnte – dienten der Entpersönlichung und sollten die Person physisch und psychisch zerstören.
Zunächst wurde Schneider dem „Strafblock 17“ zugeteilt, dessen Insassen zum Tode bestimmt waren, und welcher deshalb auch die „Todeskompanie“ genannt wurde. Damals gehörten diesem Block fünfzehn Geistliche, darunter auch zwei evangelische, an.
Zur Arbeit mussten die Gefangenen mit völlig unzureichender Bekleidung bei jedem Wetter in knöcheltiefem Wasser stehen und Sand und Kies ausheben. Schwere Erkrankungen waren die baldige Folge; eine Behandlung wurde verweigert. Schneider entging dieser planmäßigen Vernichtung nur knapp, weil am 11. Dezember 1940 ein sogenannter Pfarrerblock, der vom übrigen Lager zunächst durch Stacheldraht und Wachen abgegrenzt war, eingerichtet worden war. Hier waren die Bedingungen etwas besser.
Am 23. Dezember 1940 wurde er wegen einer im Strafblock zugezogenen schweren Erkrankung im Krankenblock aufgenommen. Dort wurde Schneider Zeuge, wie Kranke durch übergroße Dosen Gift, Luftembolien oder Einspritzen von Benzin getötet wurden. Nachdem er sich einigermaßen erholt hatte, kam er wieder in den Priesterblock.
Am 24. Juni 1942 entkam er durch Zufall der ihm als einem von 300 Geistlichen zugedachten Ermordung in einem Vergasungswagen. Das im Sommer 1942 einsetzende hunger- und krankheitsbedingte Massensterben überlebte Schneider durch seine Zuteilung zum Arbeitskommando „Kräutergarten“, das Franz Vogt unterstand. Dadurch entging er den ansonsten (insbesondere polnischen) Priestern zugedachten tödlichen „medizinischen“ Experimenten des Tropenmediziners Claus Schilling durch Ansteckung mit Malaria oder Vergiftung und des Lagerarztes Sigmund Rascher durch Unterkühlung oder Unterdruck.

### Entlassung
Einen Monat vor der Befreiung des KZ Dachau am 29. April 1945 durch die 7. US-Armee wurde Richard Schneider, gesundheitlich schwer gezeichnet, am 29. März 1945 entlassen. Erzbischof Conrad Gröbers vielfältige Versuche, bei der Gestapo eine Befreiung zu erwirken, waren bis dahin völlig vergeblich gewesen und meist gar nicht beantwortet worden. Irrtümlich hatte man ihn bereits für ermordet gehalten.

## Nach 1945
Richard Schneider wurde als Ortsgeistlicher nach Schlierstadt, heute ein Ortsteil von Osterburken, versetzt und war dort bis zu seiner Pensionierung im Jahre 1960 tätig. Er war Mitbegründer des Jugenddorfes Klinge. In Würdigung all dieser Verdienste erfuhr er hohe öffentliche Ehrungen, unter anderem in den 80er Jahren durch Verleihung des Bundesverdienstkreuzes und der Konradsplakette des Erzbistums Freiburg.